# 巴伐利亞的阿馬莉·奧古斯特
阿馬莉·奧古斯特（德語：Amalie Auguste，1801年11月13日—1877年11月8日），巴伐利亚公主和萨克森王国王后。
阿馬莉·奧古斯特出生于慕尼黑，是巴伐利亚国王马克西米利安一世和巴登的卡羅利妮的雙胞胎女兒之一。她雙生姐姐是普鲁士王后伊丽莎白·卢多维卡。
1822年11月21日，阿馬莉与未来的萨克森国王约翰结婚并生下九名孩子。1854年，她成为萨克森王后。